# Coeloseris
Coeloseris is een geslacht van koralen uit de klasse van de Anthozoa (bloemdieren).

## Soort
- Coeloseris mayeri Vaughan, 1918